# Fundación Aladina
La Fundación Aladina es una entidad española que tiene como objetivo ayudar a niños y adolescentes enfermos de cáncer y a sus familias. Se fundó el año 2005 y su figura jurídica es de fundación sin ánimo de lucro. Tiene como objeto el brindar un apoyo integral a las familias a través de tres pilares: emocional, material y psicológico.
El proyecto principal de la fundación ha sido la creación del Centro Maktub, un centro de trasplantes de progenitores hematopoyéticos, también llamado de médula ósea, pionero en España creado dentro del Hospital Niño Jesús que atiende a numerosos pacientes enfermos de cáncer a nivel nacional.

## Historia
En el año 2001, Paco Arango, quien fue creador y productor de la serie ¡Ala... Dina!, comenzó a trabajar como voluntario en el Hospital Infantil Universitario Niño Jesús, en la sección de Oncología. El mismo escribe la experiencia; 

"Cada miércoles pasaba unas horas compartiendo juegos junto a los niños con cáncer. Poco a poco comencé a entablar amistad con las familias y con los niños, muchos de ellos adolescentes, que no podían o no querían ir al cuarto de juegos. Aquello cambió mi vida y, lo que solía ser un día a la semana, terminó siendo una actividad diaria"

A través de esa experiencia y la posibilidad de conocer de cerca las necesidades de los pacientes y sus familias, llevó a cabo el proyecto de la fundación en el año 2005 en el Hospital Infantil Universitario Niño Jesús con sus diversas actividades.
En el año 2013 construyeron el Centro Maktub en el mismo hospital, abriendo también las posibilidades de ayuda en otros hospitales de Madrid con programas de voluntariado, ayuda material y psicológica a los pacientes enfermos de cáncer. Posteriormente se han realizado proyectos de ayuda en otros hospitales de la geografía española, alcanzando a más de 1.200 pacientes. Por su labor ha recibido algunos premios.
En el año 2021 inauguraron "La Unidad de la Vida", la nueva Área de Hospitalización de Cuidados Paliativos Pediátricos en el Hospital del Niño Jesús de Madrid. Cuenta con 5 habitaciones individuales con cama para acompañante, hospital de día, sala de padres, despachos para el personal médico y llegará a atender cada año a 150 menores. Además, la unidad contará con dos habitaciones para respiro familiar. Además, cuenta con un jardín privado para los menores ingresados y sus familias, con columpios y zona de juegos.

## Voluntariado
Los voluntarios de la fundación se dedican a un trabajo de acompañamiento de los pacientes durante el tiempo de la estancia de los pacientes en el hospital. Los voluntarios dedican las tardes a acompañar a los adolescentes y ayudarles con diversas actividades lúdicas y de esa forma proporcionar momentos en los que puedan olvidar que están en un hospital.
Los diversos programas de voluntariado utilizan los talleres y las actividades lúdicas como terapia. A través de ellas, los niños y adolescentes aprenden a adaptarse a su situación y a su enfermedad sin perder la alegría y manteniendo vivo el deseo de curarse. En los días que no se realizan talleres, los adolescentes pueden acudir a las zonas de juegos acompañados por los voluntarios para descansar y olvidarse de su estancia en el hospital.

## Centro Maktub
En febrero de 2013 la Fundación Aladina inauguró el Centro Maktub, un ala de trasplantes de médula ósea pionera en España, que fue el proyecto más ambicioso hasta esa fecha. Durante los primeros doce meses, se realizaron 63 trasplantes de médula ósea en él. 
El Centro Maktub tuvo un coste superior a los 500 000 € y está dotado de los últimos avances tecnológicos disponibles en ese momento. Está pensado como un centro en el cual los pacientes deben pasar periodos largos de tiempo, y en los cuales puedan sentirse cómodos y en un ambiente propicio para su recuperación.[cita requerida]
El proyecto fue financiado principalmente por los beneficios donados en su integridad por la producción de la película Maktub, dirigida y producida por Paco Arango, junto la colaboración de otras entidades.[cita requerida]

## Banco Regional de Leche Materna Aladina-MGU
Además de las reformas realizadas para los pacientes enfermos de cáncer, la fundación ha llevado a cabo la reforma del Banco de Leche Materna del Hospital Doce de Octubre, primer banco de este tipo en la península y en pleno funcionamiento desde el 2007. Hasta la fecha de la reforma, estaba equipada con un sistema por el que dispensaba 600 litros anuales de leche materna para aquellos niños que no podían ser amamantados por sus madres. Una vez realizada la reforma, el hospital está preparado como banco regional dispensando 2000 litros de leche materna en toda la Comunidad de Madrid.

## Ayuda psicológica
Fundación Aladina ha puesto a disposición de los padres y enfermos ayuda psicológica totalmente gratuita, contando con una experta psicooncóloga en el Hospital Niño Jesús, además de contar con una consulta privada totalmente gratuita donde se llevan a cabo sesiones individuales, de pareja y familiares. Cabe destacar la creación de un grupo de Duelo, donde padres de niños enfermos de cáncer pueden expresar con libertad sus emociones y sentimientos tras la pérdida de un hijo, compartir experiencias y miedos, y sobre todo, sentir que no están solos.

## Programa de ejercicio físico

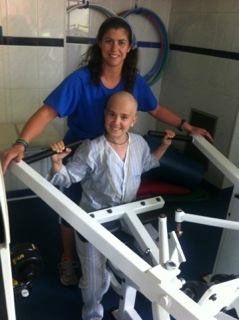
Gimnasio para los niños

La fundación ha costeado un laboratorio para la fisiología del ejercicio físico, un gimnasio que permite a los pacientes de cáncer poder ejercitarse bajo la supervisión de un entrenador profesional.[cita requerida]

## Premios y reconocimientos
La Fundación Aladina ha recibido algunos premios, como:
- Premio Infancia 2010 en la categoría de Entidad Social, junto con la Fundación Bobath, otorgado por la Comunidad de Madrid.[7][8]

- Uno de los 2 accésit de los Premios 2010 a las Mejores Iniciativas de Servicio al Paciente, dentro de la categoría de Asociaciones de Pacientes, en el apartado de ONG´s y otros colectivos organizados, concedidos por la Fundación Farmaindustria.[9]

- Una Encomienda del Dos de mayo de la Comunidad de Madrid, en 2012.[10]

- Colmena de Oro a la Solidaridad, concedida por los Humanitarios de San Martín, de Moreda (Asturias), en 2012.[11]

- VI Premio ADECOSE a la iniciativa del Año, en 2013, entregado por la Asociación Española de Corredorías de Seguro.[12][13]

- VI Premio Nacional de Marketing en la categoría de Instituciones, en 2014, otorgado por la Asociación Nacional de Marketing.[14]